# Aracy Pedrozo
Aracy Pedrozo (Campos Novos, 7 de maio de 1943) é uma atriz de novela e de teatro brasileira, que atuou em novelas e peças teatrais na cidade de Curitiba, Paraná, desde 1950. Aracy fez parte do núcleo artístico paranaense dos anos 1960, integrando o então chamado “Elenco de Ouro”, que atuou em várias novelas curitibanas da época. Aracy atuou em 17 novelas, e entre mais conhecidas está O Direito de Nascer, de 1966, em que atuou no papel de Izabel Cristina.

## Biografia
Aracy Pedrozo nasceu em Campos Novos, Santa Catarina, em 7 de maio de 1943, e aos 7 anos de idade mudou para Curitiba, Paraná. Ao chegar em Curitiba, Aracy, então com 7 anos, ao lado de sua irmã, começou a cantar em parques de diversão, e a dupla recebeu o nome de Irmãs Pedrozo. Aos 8 anos, começou a cantar no programa Cineac Radio, na Rádio Clube Paranaense PRB2, e aos 10 anos, além de cantar começou a apresentar o programa, aos domingos, uma vez por mês, no Cine Arlequim, em Curitiba. Por esse programa passaram famosos como Nelson Gonçalves, Francisco Carlos, Cauby Peixoto, Jorge Goulart, Orlando Silva, Emilinha Borba, Marlene, Linda Batista, Dircinha  Batista, Elizete Cardoso, Ângela Maria, Dolores Duran, entre outros.
Aos 12 anos, Aracy começou a atuar em radionovelas, tais como “Ciúme”, “Onde está meu filho”, “Um lírio na tormenta”, “Os sonhos morrem no asfalto”, “O mistério do castelo de Cliff”, “Sete pecados mortais”, “Algemas de sangue”, “Fúria cigana”, “Só pelo amor vale a vida”, “O jardim das folhas mortas”, entre outras. Na época, eram transmitidas 5 novelas ao dia,nos horários das 10, 12, 14, 16 e 20 horas, com elenco que possuía vários atores conhecidos da região paranaense, tais como Boris Musialowski, Lurdes Bergman, Dora Ely, Sileide Costa, Edson D'Avila, Delcy D'Avila, Rubens Rollo, Sinval Martins, Roberto Menghine, Odelair Rodrigues, Maria Cristina, Gina Graça, Elaine Graça, Dacio Leonel, Homero Ferro, Arilda Ribas, Manoel Muzillo, José Basso, Amilton Correia, Rogerio Delé, Cícero Gomes, Zilda Rabello, Iara Regina, Iara Vilar, Iza Machado, Vander Machado, Felix Miranda, Ilka Pinheiro, Diana Maclobe, Chacon Júnior, Julio Pires, Cordeiro Junior, Hugo Duarte. Na equipe técnica, tais novelas contavam com o contrarregra Rogerio Camargo, o sonoplasta Edeson Luiz, além de Rolf Mario, Edegar Potier, Anni, Luiz Nivaldo Maciel e o diretor Ivo Ferro. 
Aos 14 anos, Aracy iniciou sua carreira teatral, e estreou no Teatro Guaíra com a peça “Eles não usam Black-tie”, ao lado de Lala Schneider, Joel de Oliveira, Aristeu Bergman, Rosinha Azevedo. Ainda durante a carreira teatral, atuou ao lado de atores como Ary Fontoura e Rene Dotti. Após sua estréia no palco, foi convidada pelo diretor  Roberto Menghine para trabalhar na Televisão, e começaram a ser produzidas as “Histórias que a vida conta”, em que o telespectador mandava uma carta, contando uma historia verídica, enquanto Paulo de Avelar, Valêncio Xavier e Mauricio Távora adaptavam para a TV. As Historias que a vida conta eram apresentadas por Alceu Honório, e Aracy atuou em várias dessas histórias. Além das novelas, Aracy atuou também em uma minissérie, “Dona Jandira em busca da felicidade”, ao lado de Odelair Rodrigues, Nicette Bruno, Eleonor Bruno, Paulo Goulart. Entre as novelas em que atuou, contam “A Escrava Isaura” (estreou em 29 de maio de 1965), “O Direito de Nascer” (1966), “Vida Roubada” (1967), “Estranha Melodia” (1966), “Maria Bueno”, “A próxima vítima”, “A mulher que veio de longe”, “Antonio Maria”, “Redenção”, entre outras. Muitas dessas novelas seguiam as novelas produzidas pela TV Tupi São Paulo e TV Rio, mas eram feitas pela TV Paraná Canal 6, com atores locais, como é o caso de “O Direito de Nascer”. Durante a veiculação das novelas, havia uma grande estratégia de marketing acompanhando a transmissão, com várias cenas externas em que a população da cidade era convidada a participar, como por exemplo em “O Direito de Nascer”, a cena do casamento de Izabel Cristina, interpretada por Aracy Pedrozo, e Albertinho Limonta foi gravada na Capela do Colégio Cajuru, e a população curitibana foi convidada para participar e assistir a filmagem. Eram feitos frequentemente passeios pelas ruas da cidade, em que a população entrava em contacto com o elenco das novelas. Havia outras estratégias de marketing, por exemplo antes da novela “O Direito de Nascer”, o Canal 6 lançou um concurso em janeiro de 1965, para que o público adivinhasse quem seriam os atores que interpretariam a Isabel Cristina e o Albertinho Limonta na novela paranaense; o prêmio seria uma viagem ao Rio de Janeiro para duas pessoas, para ver o Carnaval de 1966. As ganhadoras, anunciadas pelo Diário do Paraná em 4 de janeiro de 1966, foram Maria do Rocio Paschoalino e Mariana J. Hecke.
Concomitante à atuação na televisão, Aracy atuava no teatro, aos domingos. No Teatro Guaíra atuou em peças como “Madame Butterfly”, “O morro dos ventos uivantes”, “O céu uniu dois corações”, entre outras. Nas novelas, atuou ao lado de atores como Airton Muller, Claudete Baroni, Jane Martins, Joel de Oliveira, Aristeu Bergman, Rosinha Azevedo, Marly Terezinha, Luiz Arnaldo, Alceu Honório, Tita Menghine, Gilda Eliza, Paulo Goulart, Nicette Bruno, Eleonor Bruno, Mário Schoemberger. Outras peças em que atuou foram “Dom Caitano entrou pelo cano”, “Oração para uma negra”, “Negra de maloca”, “A próxima vítima” (que também foi transformada em novela), “Dona Patinha vai ser miss”, “Os astronautas”. A última peça em que Aracy atuou foi em 1986, “A Peladinha”, ao lado de Mário Schoemberger, Luiz Mello, Gilda Eliza, Marilena Passos e Odelair Rodrigues, sob direção de Jose Basso, no Teatro José Maria Santos.
Além da vasta carreira na televisão e no teatro, Aracy fez comerciais desde os 8 anos de idade, para várias lojas e marcas da região.

## Vida pessoal
Foi casada durante 43 anos com Edegar Potier, operador de áudio da Rede Paranaense de Televisão – RPC, até o falecimento dele em 2005. Teve duas filhas e uma neta.

## Novelas principais
- A Escrava Isaura (1965)
- O Direito de Nascer (1966)
- Estranha Melodia (1966)[4]
- Vida Roubada (1967)

## Peças principais
- Eles não usam Black-tie (1958)
- Dom Caitano entrou pelo cano
- Oração para uma negra
- Negra de maloca
- A próxima vítima
- Dona Patinha vai ser miss
- Os astronautas
- A Peladinha (1986)